# توماس إل. يونغ
توماس إل. يونغ (بالإنجليزية: Thomas L. Young)‏ هو ضابط ومحامي وسياسي أمريكي، ولد في 14 ديسمبر 1832 في Killyleagh ‏ في المملكة المتحدة، وتوفي في 20 يوليو 1888 في سينسيناتي في الولايات المتحدة. نشط حزبياً في الحزب الجمهوري.

## مناصب
- انتخب نائب حاكم ولاية أوهايو [الإنجليزية]‏ (10 يناير 1876 – 2 مارس 1877).
- انتخب حاكم ولاية أوهايو  [لغات أخرى]‏ (2 مارس 1877 – 14 يناير 1878).
- انتخب عضو مجلس نواب أوهايو.
- انتخب عضو مجلس النواب الأمريكي عن دائرة Ohio's 2nd congressional district [الإنجليزية]‏ (4 مارس 1879 – 3 مارس 1883).

## وصلات خارجية
- توماس إل. يونغ على موقع إن إن دي بي (الإنجليزية)